# Jimmy Dickinson
James William Dickinson (Alton, 1925. április 25. – Alton, 1982. november 8.), angol válogatott labdarúgó.
Az angol válogatott tagjaként részt vett az 1950-es és az 1954-es világbajnokságon.

## Sikerei, díjai
Portsmouth
- Angol bajnok (2): 1948–49, 1949–50
- Angol szuperkupa (1): 1949